# Acianthera oscitans
Acianthera oscitans é uma espécie de orquídea epífita, família Orchidaceae. É planta de baixa altitude que vive nas florestas úmidas da Costa Rica, Honduras e Panamá. Trata-se de planta ereta, decaules finos, com uma folha estreita e longa e inflorescência longa com poucas; flores espaçadas, de sépalas longamente pubescentes, as laterais soldadas, pétalas pequenas e translúcidas e labelo verrucoso espesso obscuramente trilobulado com minúsculos lobos laterais eretos e lobo intermediário longo com margens fimbriadas. O rostelo tem dois lobos laterais curvos e longos. Seu exato posicionamento filogenético é incerto porém sabe-se que esta espécie está incluída entre os clados de Acianthera. Antes esteve classificada em um subgênero de Pleurothallis junto com outras três espécies, o qual depois foi elevado a gênero, Didactylus.

## Publicação e sinônimos
- Acianthera oscitans (Ames) Pridgeon & M.W.Chase, Lindleyana 16: 245 (2001).

Sinônimos homotípicos:
- Pleurothallis oscitans  Ames, Bot. Mus. Leafl. 2: 25 (1934).
- Didactylus oscitans (Ames) Luer, Monogr. Syst. Bot. Missouri Bot. Gard. 103: 310 (2005).